# テヘラン・タイムズ
テヘラン・タイムズは、イランの首都テヘランに本拠をおく英字新聞である。
1979年に創刊された。Islamic Ideology Dissemination Organization（IIDO）の傘下で、同じくIIDO傘下の通信社にメフル通信（ペルシア語: خبرگزاری مهر、Mehr News Agency）がある。